# Čierny potok (přítok Bieleho Váhu)
Černý potok je krátký potok na horním Liptově, ve východní části okresu Liptovský Mikuláš. Je to levostranný přítok Bielého Váhu, měří 2,02 km a je tokem IV. řádu.

## Pramen
Pramení v západní části Kozích chrbtů, v podcelku Važecký chrbát, v lokalitě Sokoly v nadmořské výšce přibližně 830 m.

## Popis toku
Od pramene teče nejprve severoseverovýchodním směrem, následně na sever, pak se stáčí na severozápad a protéká Čiernou dolinou. Zde přibírá dva levostranné přítoky pramenící jihovýchodně, resp. severovýchodně od kóty 946,3 m a teče podél hájovny Čierna dolina na pravém břehu. Nakonec se obloukem stáčí na severoseverovýchod, vstupuje do Liptovské kotliny, podtéká železniční trať č. 180 a jižně od obce Východná ústí v nadmořské výšce cca 714 m do Bielého Váhu.